# Thoracica
I Balani (Thoracica Darwin, 1854) sono un superordine di crostacei maxillopodi. Sono anche detti denti di cane.

## Descrizione
I Balani sono cirripedi sessili, con il significato di non peduncolati. I cirripedi peduncolati si chiamano Lepadi. Sono esclusivamente marini. La superficie inferiore con la quale il balano aderisce al substrato è detta base ed è o membranosa o calcarea. Una muraglia (o parete) verticale di piastre circonda completamente l'animale ed all'interno di essa l'animale è coperto da un opercolo, formato dalle coppie mobili di terga e scuta. Nel mantello, il corpo dei cirripedi toracici è piegato all'indietro in modo che le appendici sono rivolte in alto verso l'apertura del mantello anziché verso il lato.
La maggior parte del corpo consiste di una regione cefalica e di una regione anteriore del tronco (toracica). La segmentazione esterna è indistinta. Le prime antenne sono vestigiali, eccetto per le ghiandole del cemento, e le seconde antenne sono presenti soltanto nella larva. Le appendici orali sono variamente modificate. Tipicamente, sei paia di appendici toraciche lunghe con due rami, dette cirri, sono usate nell'alimentazione sospensivora, ed ogni ramo è munito di molte lunghe setole.
Si ritiene che i cirripedi sessili (balanomorfi) abbiamo avuto inizio durante il Giurassico da scalpellidi peduncolati, per accorciamento e scomparsa del peduncolo.
L'ampia superficie di adesione e la muraglia circolare, robusta e bassa, rendono i balani sessili particolarmente adatti a vivere sulle rocce intertidali, dilavate dalle correnti e battute dalle onde. Si pensa che la parete (piastre della muraglia) sia derivata dalle piastre laterali che, nelle lepadi, coprivano il capitolo. 
Colonizzano, oltre agli scogli, le palafitte delle banchine nei porti o la parte sommersa delle navi.
Benché esistano alcuni balanomorfi di acque profonde, il gruppo nel complesso è intertidale o appena subtidale, e le singole specie occupano soltanto piccole zone.
I cirripedi sono tra i più seri problemi di incrostazioni dei fondi di natanti, boe e palizzate e molte delle specie sono state trasportate in tutto mondo con la navigazione. Ricordano i molluschi e con essi venivano confusi sino al 1829 quando Vaughan Thompson fece ricerche approfondite che evidenziarono alcune differenze (come nel caso delle larve che riescono a nuotare libere nell'acqua). I balani sono anche chiamati "denti di cane" per via della loro forma aguzza che risulta essere molto tagliente.

### Riproduzione
I balani posseggono entrambi i sessi (sono ermafroditi) e possono procreare sia quando sono in folti gruppi, sia quando si ritrovano isolati. Dopo un periodo di quasi quattro mesi dalla fecondazione si formano le uova. Nella sua forma larvale, il balano viene chiamato nauplius; crescendo attraversa un secondo stadio larvale, generando sei paia di arti.

## Classificazione
Secondo Martin e Davis  i Thoracica sono un superordine di cirripedi così suddiviso:
Superordine Thoracica Darwin, 1854
- Ordine Pedunculata Lamarck, 1818
  - Sottordine Heteralepadomorpha Newman, 1987
    - Anelasmatidae Gruvel, 1905
    - Heteralepadidae Nilsson-Cantell, 1921
    - Koleolepadidae Hiro, 1933
    - Malacolepadidae Hiro, 1937
    - Microlepadidae Zevina, 1980
    - Rhizolepadidae Zevina, 1980

  - Sottordine Iblomorpha Newman, 1987
    - Iblidae Leach, 1825

  - Sottordine Lepadomorpha Pilsbry, 1916
    - Lepadidae Darwin, 1852 Lepas anatifera
    - Oxynaspididae Gruvel, 1905
    - Poecilasmatidae Annandale, 1909

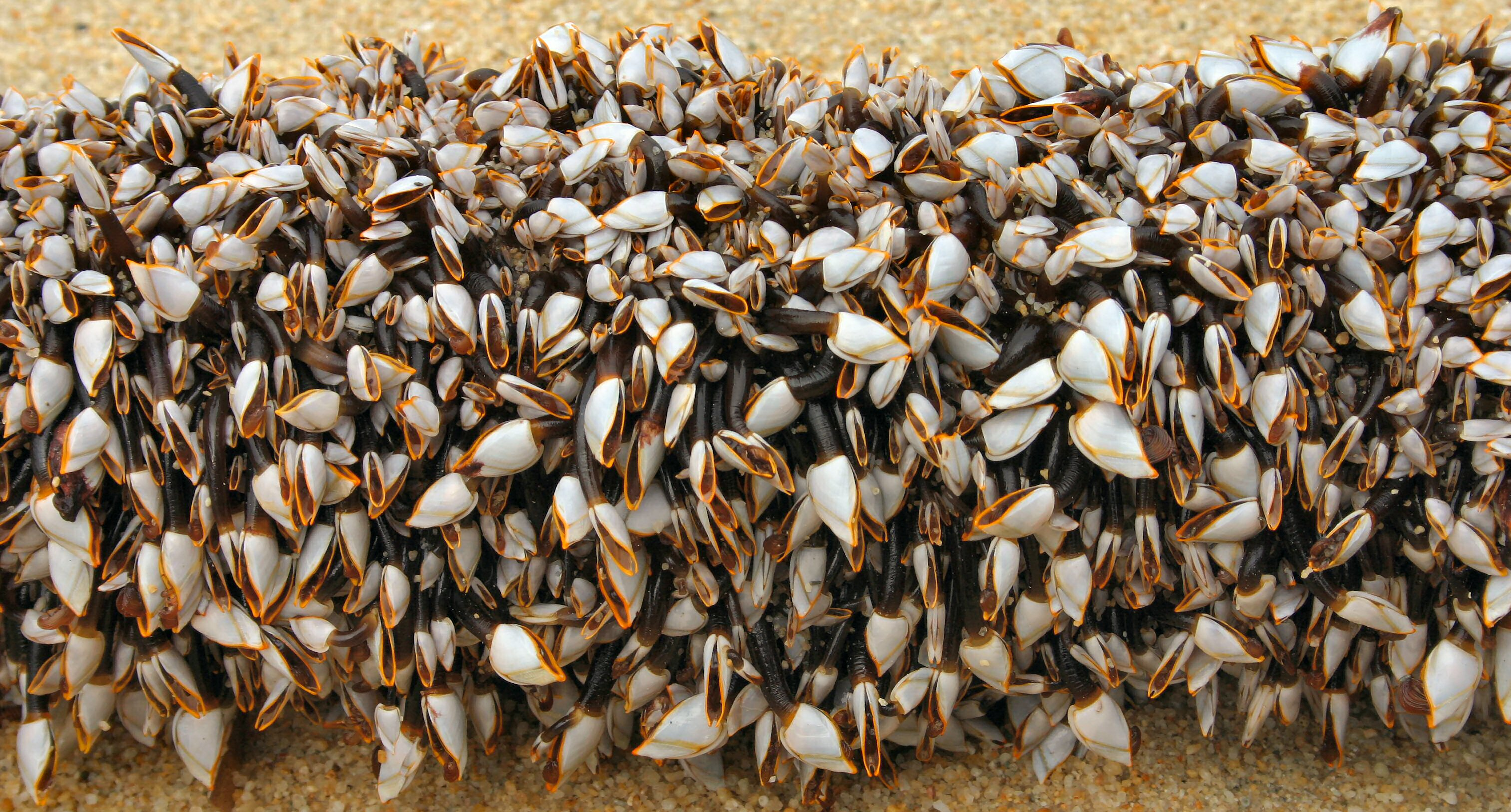
Lepas anatifera

  - Sottordine Scalpellomorpha Newman, 1987
    - Calanticidae Zevina, 1978
    - Lithotryidae Gruvel, 1905
    - Pollicipedidae Leach, 1817
    - Scalpellidae Pilsbry, 1907
- Ordine Sessilia Lamarck, 1818
  - Sottordine Brachylepadomorpha Withers, 1923
    - Neobrachylepadidae Newman & Yamaguchi, 1995

  - Sottordine Verrucomorpha Pilsbry, 1916
    - Neoverrucidae Newman, 1989
    - Verrucidae Darwin, 1854

  - Sottordine Balanomorpha Pilsbry, 1916
    - Superfamiglia Chionelasmatoidea Buckeridge, 1983
      - Chionelasmatidae Buckeridge, 1983

    - Superfamiglia Pachylasmatoidea Utinomi, 1968
      - Pachylasmatidae Utinomi, 1968

    - Superfamiglia Chthamaloidea Darwin, 1854
      - Catophragmidae Utinomi, 1968
      - Chthamalidae Darwin, 1854

    - Superfamiglia Coronuloidea Leach, 1817
      - Chelonibiidae Pilsbry, 1916
      - Coronulidae Leach, 1817
      - Platylepadidae Newman & Ross, 1976

    - Superfamiglia Tetraclitoidea Gruvel, 1903
      - Bathylasmatidae Newman & Ross, 1971
      - Tetraclitidae Gruvel, 1903

    - Superfamiglia Balanoidea Leach, 1817
      - Archaeobalanidae Newman & Ross, 1976
      - Balanidae Leach, 1817
      - Pyrgomatidae Gray, 1825